# 源資信
源 資信 （みなもと の すけのぶ）は、鎌倉時代中期の公卿。宇多源氏。従二位・源時賢の次男。官位は従三位・非参議。

## 経歴
従二位・源時賢の次男として誕生。生年は不明だが実兄有資の生年が元久元年（1204年）のため、元久2年（1205年）以降と推定される。
順徳朝の承久元年（1219年）叙爵。文暦元年（1234年）正五位下、嘉禎4年（1238年）従四位下、寛元元年（1243年）正四位下と昇進する一方、伊予介、飛騨守、美濃守と地方官を歴任した。建長2年（1250年）父よりも早く従三位・非参議に任ぜられ、公卿に列するが、翌建長3年（1251年）6月に出家。出家後の消息は不明。

## 人物
資信の実兄は後深草・亀山・伏見の3代にわたり天皇の郢曲師範を務めた源有資であり、資信自身も和琴に優れていた。

## 官歴
注釈のないものは『公卿補任』による
- 承久元年（1219年） 8月16日：叙爵（従五位下）。12月13日：侍従
- 貞応2年（1223年） 正月27日：兼伊予介
- 嘉禄3年（1227年） 正月5日：従五位上
- 天福元年（1233年） 7月：飛騨守[2]
- 文暦元年（1234年） 12月21日：正五位下
- 嘉禎4年（1238年） 正月5日：従四位下。正月7日：侍従如元
- 延応元年（1239年） 10月28日：従四位上
- 仁治3年（1242年） 12月25日：左近衛少将
- 寛元元年（1243年） 7月27日：正四位下
- 寛元2年（1244年） 12月17日：転左近衛中将
- 寛元4年（1246年） 2月23日：兼美濃守
- 建長2年（1250年） 正月5日：従三位、非参議
- 建長3年（1251年） 6月1日：出家

## 系譜
- 父：源時賢
- 母：不詳
- 生母不明の子女
  - 男子：源時経[3]